# Karl Twesten

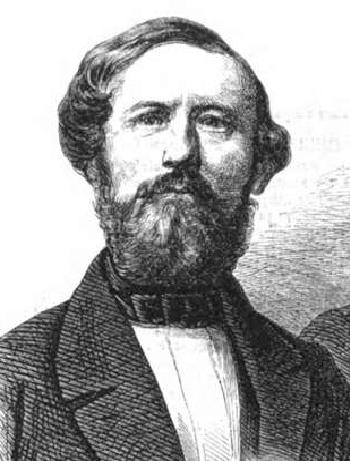
Karl Twesten. Grafik von Hermann Scherenberg, (Ausschnitt).

Karl Twesten (* 22. April 1820 in Kiel; † 14. Oktober 1870 in Berlin) war ein deutscher Politiker und Jurist.

## Leben
Johann Friedrich Karl Twesten war das zweite Kind des Theologen August Twesten und dessen Frau Katharina geb. Behrens, einer Tochter von Siegfried Behrens. Er studierte Jura an den Universitäten in Berlin und Heidelberg. Nach diversen Anstellungen an Gerichten wurde er 1855 Stadtgerichtsrat in Berlin.
1861 veröffentlichte er die politische Schrift Was uns noch retten kann, in der er den als reaktionär geltenden preußischen General Edwin von Manteuffel einen „unheilvollen Mann in unheilvoller Stellung“ nannte. Daraufhin forderte Manteuffel ihn zu einem Duell heraus, bei dem Twesten verwundet wurde (der rechte Arm wurde zerschossen). Sowohl Twesten als auch Manteuffel wurden daraufhin wegen illegalen Zweikampfes zu drei Monaten Freiheitsstrafe verurteilt. Im selben Jahr gründete er mit anderen die Deutsche Fortschrittspartei, für die er seit 1862 im preußischen Abgeordnetenhaus saß. Wegen verleumderischer Beleidigungen in einer seiner Parlamentsreden kam es 1866 zu dem damals aufsehenerregenden „Prozess Twesten“, der letztendlich zum Ausscheiden Twestens aus dem Justizdienst führte.
Obwohl er zunächst im Verfassungskonflikt gegen König Wilhelm I. und Otto von Bismarcks Lückentheorie stand, befürwortete er 1866 die Indemnitätsvorlage und verteidigte den Preußisch-Österreichischen Krieg. Im selben Jahr gründete er mit Eduard Lasker und Hans Victor von Unruh die Nationalliberale Fraktion im Abgeordnetenhaus. 1867 wurde er Abgeordneter im Reichstag des Norddeutschen Bundes. Als Abgeordneter vertrat er bis zu seinem Tode den Wahlkreis Breslau 11 (Reichenbach – Neurode).

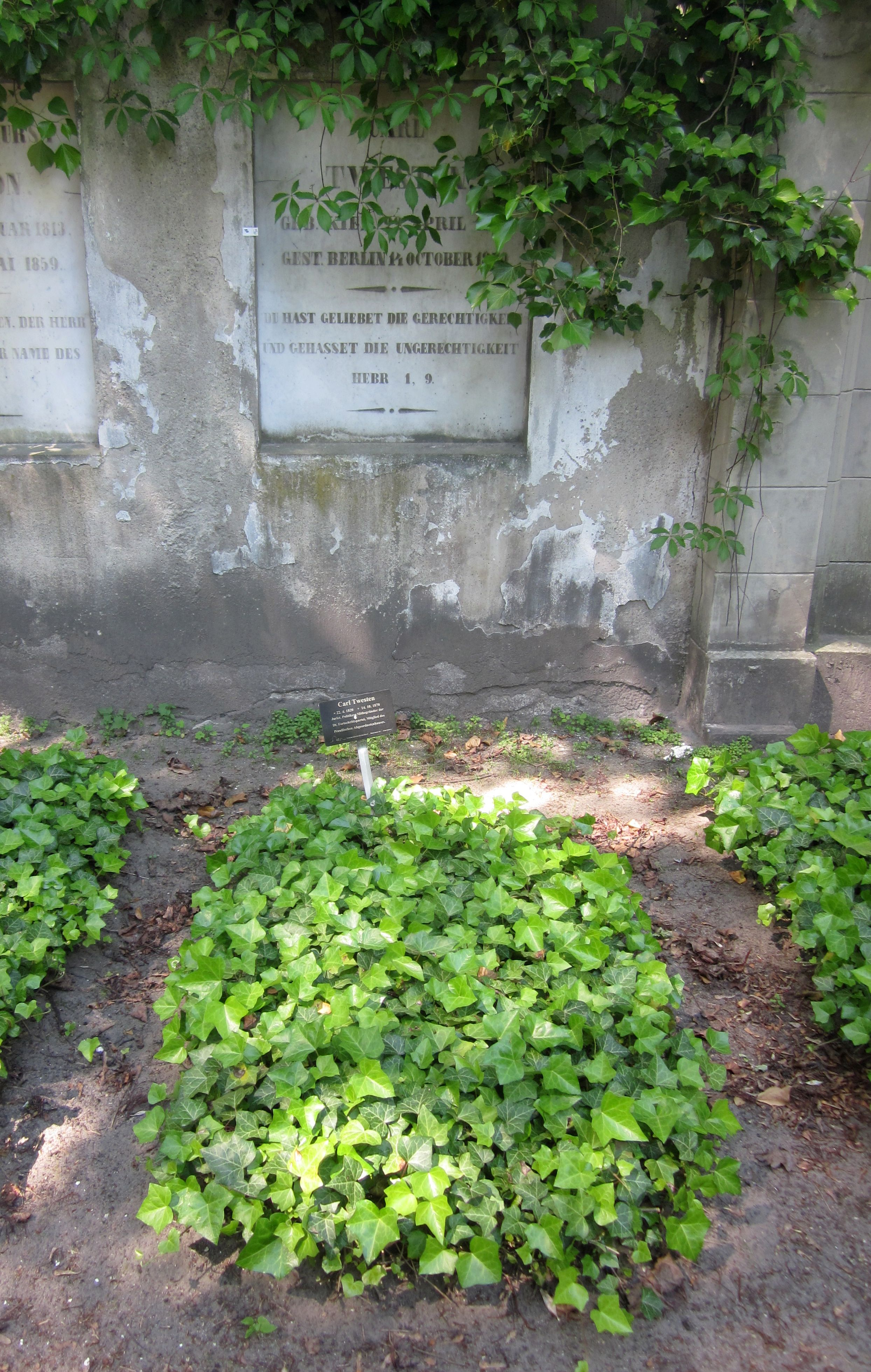
Grab im Erbbegräbnis Testen auf dem Dreifaltigkeitsfriedhof I

Karl Twesten starb 1870 im Alter von 50 Jahren in Berlin. Die Beisetzung erfolgte im Erbbegräbnis der Familie Twesten auf dem Dreifaltigkeitsfriedhof I vor dem Halleschen Tor. Auch seine Eltern August (1789–1876) und Catharina Amalia Margarethe Twesten geb. Behrens (1795–1878) fanden später dort ihre letzte Ruhestätte. An der sechsachsigen verputzten Grabwand aus Ziegelstein erinnern Marmortafeln an die hier bestatteten Familienmitglieder.

## Werke
- Woran uns gelegen ist (1859).
- Schiller in seinem Verhältniß zur Wissenschaft (1863).
- Der preußische Beamtenstaat (1866).
- Die Zeit Ludwig's XIV. Vortrag gehalten im Berliner Handwerker-Verein. Lüderitz, Berlin 1871 (Digitalisat).